# إحصاء حيوي

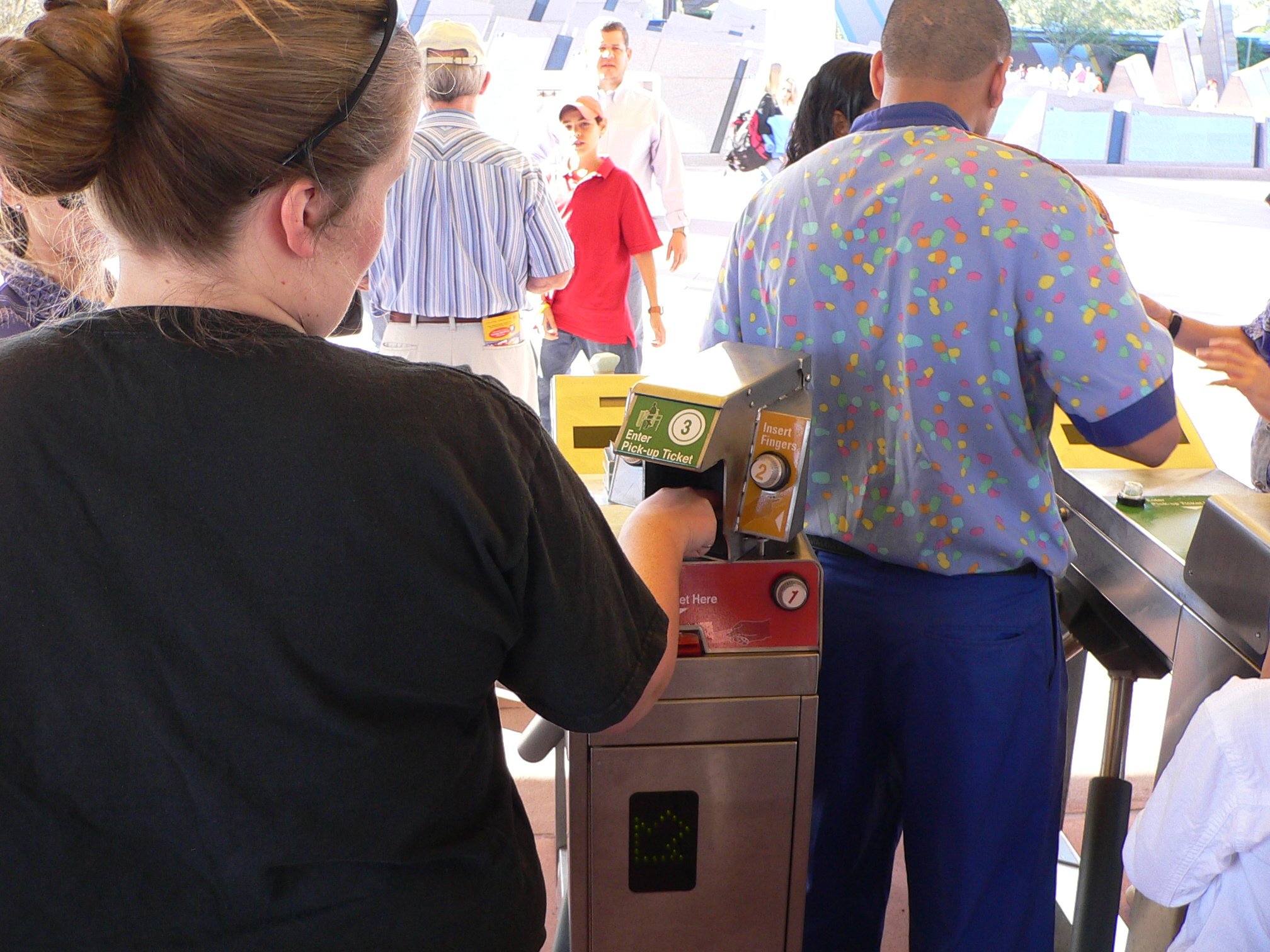

الإحصاء الحيوي أو إحصاء بيولوجي (وهو لفظ مرخم من الأحياء والإحصاء ويرمز إليه أحيانا بعلم الإحصاء الحيوي أو القياسات الحيوية) هو تطبيق الإحصاءات على مجموعة واسعة من المواضيع في علم الأحياء. يشمل علم الإحصاء الحيوي تصميم الاختبارات الحيوية وخصوصا في الطب والزراعة وجمع وتلخيص وتحليل المعلومات من هذه التجارب وتفسير النتائج والاستنباط منها.
كما يمكن استعمال اصطلاحي «بيومتري» أو «بيومترك» كمرادفين للإحصاء الحيوي.

## الإحصاء الحيوي وتاريخ الفكرة الحيوية
وجدت الامثلة والبداية في استخدام الرياضيات والإحصاء في القوانين الاحيائية على يد مؤسس علم الوراثة الراهب جريجور مندل عندما استنتج بعض القوانين الخاصة بعلم الوراثة بناءً على حسابات رياضية واحصائية.
كان كل من التفكير والتمثيل الخاصين بالإحصاء الحيوي ذوي أهمية حاسمة في إيجاد نظريات الأحياء الحديثة. ففي أوائل القرن الماضي وبعد إعادة اكتشاف العمل الذي قام به مندل في مجال الوراثة فإن الفجوات الخيالية في الفهم والواقعة بين علم الوراثة والداروينية التطورية أدت إلى نقاش قوي بين الإحصائيين الحيويين مثل والتر ويلدن وكارل بيرسون وأتباع مندل مثل تشارلز دافينبورت وويليام باتسون وويلهلهم جوهانسون. ساهم الإحصائيون والنماذج التي بنيت على الاستنتاج الإحصائي في حل هذه الاختلافات بحلول حقبة الثلاثينيات من القرن الماضي وذلك لإنتاج اصطناع الداروينية الجديدة التطوري الحديث.
لقد اعتمدت الشخصيات الرائدة جميعها في تأسيس هذا الاصطناع على الإحصائيات كما وطورت استخدامها في علم الأحياء ونورد فيما يلي بعضا من هؤلاء الشخصيات:
- طوّر سير رونالد أ. فيشر طرقا إحصائية أساسية عدة بهدف دعم كتابه النظرية الجينية للانتخاب الطبيعي.
- استخدم سيوال ج. رايت الإحصاءات في تطوير علم وراثة السكان الحديث.
- أعاد كتاب جي. بي. اس. هالدين: أسباب التطور تأسيس الانتخاب الطبيعي كآلية أصلية في التطور عن طريق شرحها من حيث عواقب الوراثة المندلية الرياضية.

ساعد العمل الذي قام به هؤلاء الأفراد إضافة إلى إحصائيين حيويين آخرين والمشتغلين بعلم الأحياء الرياضي وعلم الجينات الذي يميل إلى الإحصاء في جمع علم الأحياء التطوري وعلم الجينات في كلٍ متماسك ومتين والذي يمكن أن يبدأ تمثيله كميّاً.
وفي موازاة كل هذا التطور فإن العمل الرائد الذي قام به د.آرسي ثومبسون في كتابه عن النمو والتشكيل قد ساهم أيضا في إضافة انضباط كمي للدراسة الحيوية.
برغم الأهمية الرئيسية والحاجة المتكررة للاستدلال الإحصائي ومع ذلك فإن الميل بين الأحيائيين لعدم الثقة أو إنكار النتائج والتي هي غير ظاهرة نوعيا. تصف حكاية توماس هنت مورغان قيامه بحظر استخدام آلة فرايدن الحاسبة في قسمه في معهد كاليفورنيا للتكنولوجيا قائلا:
"حسنا فإني أشبه رجلا ينقب عن الذهب على ضفاف نهر سكرامنتو في العام 1849. يمكنني أن أنزل إلى النهر وألتقط شذرات الذهب بقليل من الذكاء وطالما كان بإمكاني فعل ذلك فإني لن أسمح للعاملين في قسمي بإهدار المصادر النادرة على التعدين بالجرف. فالمربون الآن يعدلون مناهجهم للتركيز على مفاهيم وأدوات ذات كم أكبر".

## البرامج التعليمية والتدريبية
معظم البرامج التعليمية إن لم يكن جميعها في مجال الإحصاء الحيوي هي في مستوى الدراسات العليا. وتوجد غالبا في مدارس الصحة العامة والانتساب مع كليات الطب وعلم الغابات أو الزراعة أو كبؤرة للتطبيق في أقسام الإحصاءات.
بينما قامت جامعات عدة في الولايات المتحدة الأمريكية بتخصيص أقسام للإحصاء الحيوي، فإن جامعات أخرى رفيعة المستوى تدمج كلية الإحصاء الحيوي مع قسم الإحصاء أو أقسام أخرى مثل علم الأوبئة ولذا فإن أقساما تحمل اسم «الإحصاء الحيوي» قد توجد تحت بنية مختلفة تماما. على سبيل المثال، فإن أقسام الإحصاء الحيوي الجديدة نسبيا قد وجدت مع تركيز على المعلوماتية الحيوية وعلم الأحياء الحاسوبي بينما تنتسب المدارس الأقدم لمدارس الصحة العامة وهي ذات خطوط أكثر تقليدية فيما يخص الأبحاث التي تتطلب الدراسات الوبائية والتجارب السريرية والمعلوماتية الحيوية أيضا. أما في الجامعات الأكبر والتي تتواجد فيها كل من أقسام الإحصاء والإحصاء الحيوي، فإن درجة التكامل بين القسمين قد تتراوح من الحد الأدنى وحتى التعاون الوثيق جدا. عموما، فإن الاختلاف بين برنامج الإحصاءات والإحصاء الحيوي هو أمر مضاعف: أولا غالبا ما ستستضيف أقسام الإحصاء أبحاثا نظرية-منهجية والتي هي أقل شيوعا في برامج الإحصاء الحيوي وثانيا فإن لأقسام الإحصاء خطوطا بحثية قد تتضمن تطبيقات طبية حيوية ومجالات أخرى أيضا مثل الصناعة (ضبط الجودة) والأعمال والاقتصاد ومجالات حيوية غير الطب.

## تطبيقات الإحصاء الحيوي
- في الصحة العامة: وتشمل أبحاث علم الأوبئة، ابحاث الخدمات الصحية، التغذية، والصحة البيئية.
- الطب: تصميم وتحليل الاختبارات السريرية.
- علم الجينات، علوم الوراثة، والإحصاء الجيني الذي يحاول ربط الاختلالات في النمط الوراثي مع النمط الظاهري. وطبقت نتائج هذه الأبحاث في مجالات الزراعة لتحسين نوعية وكمية لمحاصيل وتوليد حيوانات المزارع. كا يطبق في أبحاث الطب الحيوي لايجاد أليلات الجين المسؤولة عن الأمراض الوراثية.
- تحليل بيانات الجينوميات الناتجة على سبيل المثال من المصفوفة المجهرية أو تجارب البروتوميات.[4][5] ويتعلق هذا التحليل غالبا بالأمراض أو مراحل المرض.[6]
- علم البيئة وعلم التنبؤ البيئي
- تحاليل التتابع الحيوي.[7]

وبدأت المناهج الاحصائية تصبح أساسية في أبحاث المعلوماتية الطبية ومعلوماتيات الصحة العامة والمعلوماتية الحيوية وعلم الأحياء الحاسوبي.

## دوريات مختصة بالإحصاء الحيوي
- دورية بيوميتريكس
- دورية بيوميتريكا
- دورية الإحصاء الحيوي
- الدورية العالمية للإحصاء الحيوي
- الدورية الكندية لعلم الأوبئة والإحصاء الحيوي
- دورية الإحصاءات الزراعية والحيوية والبيئية
- دورية الصيدلانية الحيوية
- الإحصاءات الدوائية
- التطبيقات الإحصائية في علم الوراثة وعلم الأحياء الجزيئية
- الإحصاءات في الدراسات الصيدلانية الحيوية
- الإحصاءات في الطب
- دورية إحصاءات خاص تركيا

## مجالات ذات صلة
تتشارك الإحصاءات الحيوية في عدة طرق مع المجالات الكمية مثل:
- علم الأحياء الحاسوبي
- علم الحاسوب
- بحوث العمليات
- القياس النفسي
- الإحصاء
- الاقتصاد
- علم السكان الرياضي

## وصلات خارجية
- (بالإنجليزية: مجتمع الإحصاء الحيوي الدولي)‏
- (بالإنجليزية: أرشيف مجموعة أبحاث الإحصاء الحيوي)‏
- (بالإنجليزية: الدليل إلى الإحصاء الحيوي)‏
- (بالإنجليزية: الإحصائي الحيوي)‏

### دوريات
- (بالإنجليزية: التطبيقات الإحصائية في علم الأحياء والجيني)‏
- (بالإنجليزية: الإحصاء في الطب)‏
- (بالإنجليزية: الدورية العالمية للإحصاء الحيوي)‏
- (بالإنجليزية: دورية الإحصاءات الزراعية والحيوية والبيئية)‏
- (بالإنجليزية: الدورية العالمية للإحصاء الحيوي)‏
- (بالإنجليزية: دورية الصيدلانية الحيوية)‏
- (بالإنجليزية: دورية الإحصاء الحيوي)‏
- (بالإنجليزية: دورية بيوميتريكس)‏
- (بالإنجليزية: دورية بيوميتريكا)‏
- (بالإنجليزية: دورية علم الأحياء الحيوي)‏
- (بالإنجليزية: تطور الانتخاب الوراثي)‏